# Uzi-pistoolmitrailleur
De uzi-pistoolmitrailleur, kortweg uzi (Hebreeuws: עוזי), is een machinepistool dat zeer geschikt is voor gevechten op korte afstand. Het wordt geproduceerd door Israel Military Industries (IMI). Tussen 1960 en 1983 werd de uzi door FN Herstal in licentie geproduceerd.
Met het wapen kan zowel automatisch (vuurstoten) als schot voor schot worden gevuurd. Het is ontworpen om 9×19mm Parabellum munitie mee te verschieten. Er zijn verschillende wisselsets verkrijgbaar waardoor het wapen ook patronen in andere kalibers kan afvuren zoals .22lr. Speciaal voor het Amerikaanse leger werd de uzi geleverd als wapen geschikt voor .45 ACP-munitie.

## Ontwikkeling

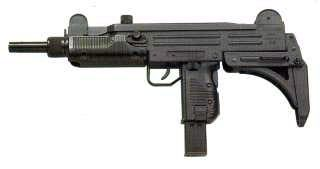
Uzi-pistoolmitrailleur, kolf ingeklapt

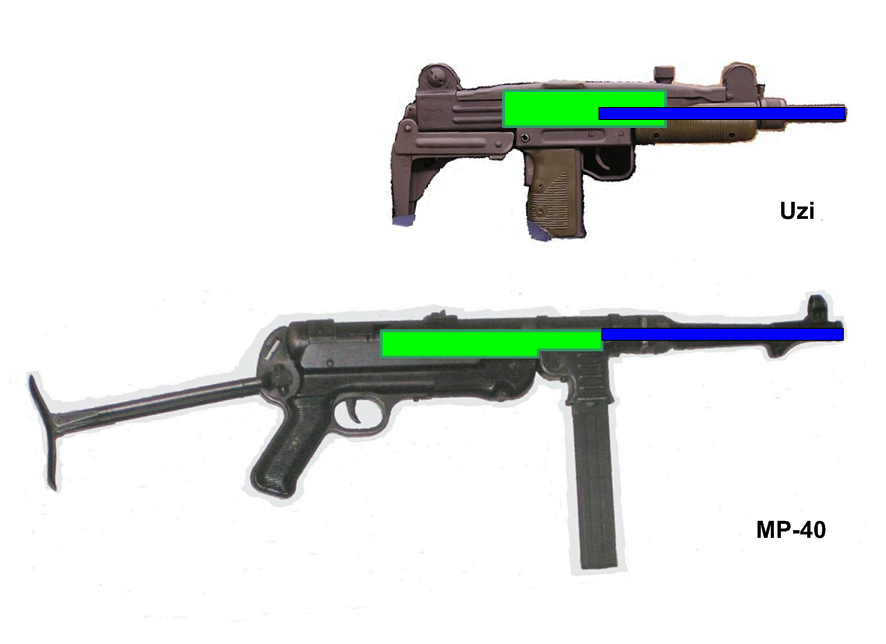
Het afsluitersysteem van de uzi vergeleken met het conventionele afsluitersysteem van de MP 40. Doordat de afsluiter het achtereinde van de loop omsluit is de uzi zeer compact en heeft hij een gunstig zwaartepunt nabij de pistoolgreep. De afsluiter (groen) en de loop (blauw) zijn schematisch weergegeven

De uzi is vernoemd naar de ontwerper, de Israëlische legerofficier Uziel Gal (1923-2002). Het prototype werd voltooid in 1950. Vier jaar later werd de uzi officieel bij Israëlische strijdkrachten ingevoerd. Bij de Suezcrisis in 1956 werd het wapen voor het eerst in een oorlogssituatie gebruikt. De uzi bleek een succes en voldeed ruimschoots aan de gestelde eisen. In de daarop volgende jaren werd het wapen verder verbeterd door een aantal modificaties. Tot eind 2001 werd door IMI voor meer dan 2 miljard dollar aan uzi's aan meer dan 90 landen verkocht. Vanaf eind 2003 werd de uzi uitgefaseerd in het Israëlische leger. De uzi werd tussen 1960 en 1983 in licentie geproduceerd door de Belgische wapenfabriek FN Herstal. De definitieve versie (1960) wordt nog steeds geproduceerd in Israël.
De eerste uitvoeringen van de uzi voldeden niet geheel aan de veiligheidseisen. Zo was het mogelijk dat het wapen, dat voorzien was van een vuurregelaar met de standen Safe en Automatic, spontaan afging als het op de grond viel. Ook de inklapbare kolf vertoonde soms gebreken. Bovendien was de spangreepknop een relatief kleine knop die makkelijk uit de hand kon glippen. Later is deze knop vervangen door een grotere spangreep. Latere versies werden ook voorzien van een vuurregelaar met drie standen; A (automatisch), R (enkel schot), en S (veilig). Bovendien kregen de wapens een extra vergrendeling: de greepveiligheid. Deze zit achter op de pistoolgreep en dient te worden ingedrukt bij het vuren. Als men het wapen niet vasthoudt en de vuurregelaar staat op vuren, kan het wapen niet meer ongewild afgaan.

## Beschrijving
De uzi is een uiterst robuust, betrouwbaar en licht wapen; gemakkelijk te onderhouden en met weinig bewegende onderdelen. Het wapen is blind in enkele stappen uit elkaar te halen, en is zeer snel weer in elkaar te zetten - op slechts één manier. De bovenplaat, voorzien van de spangreep, wordt door middel van een schuifknop losgemaakt waardoor de afsluiter bereikbaar is. De afsluiter (met veer en stang) heeft verder geen bewegende delen. De loop kan eenvoudig gedemonteerd worden door middel van een gekartelde moer. Deze loopmoer kan vervangen worden door een terugstootversterker (mondingsstop) voor het afvuren van 'blanks' ('losse flodders'). De 26 centimeter lange standaardloop is snel uit het wapen te verwijderen. Deze kan eenvoudig vervangen worden door een langere loop, waardoor ook doelen op grotere afstand beter te treffen zijn.
De pistoolmitrailleur is een wapen dat op korte afstand (tot 100 meter) effectief is. Met het gevechtsvizier worden – indien juist gericht – alle doelen tot 100 meter getroffen. De kogelbaan komt op deze afstand niet hoger dan ± 12 cm boven de richtlijn. Het wapen kan werken met een magazijn voor 20, 25, 32, 40 of 50 patronen, kaliber 9 mm.
Het richtsysteem van de uzi bestaat uit een korrel en een oogdop. De L-vormige oogdop kan gekanteld worden. Door deze te kantelen, komt een andere oogdop op een andere 'hoogte' beschikbaar. Hiermee kan het richtsysteem op 100 m of op 200 m worden ingesteld. De korrel is verstelbaar voor een zijdelingse en hoogtecorrectie (azimut- en elevatiecorrectie). Zowel de korrel als de oogdop zijn aan de zijkanten beschermd door 'vleugels'. Deze vleugels vormen onder andere het typerende zijaanzicht van de uzi.
De uzi is een wapen dat werkt door middel van massavergrendeling. De gasdruk die bij het afvuren ontstaat, wordt niet alleen gebruikt voor het uitdrijven van de kogel uit de loop, maar ook voor het opnieuw spannen van het wapen. Het voordeel hierbij is, dat slechts een geringe terugslag ontstaat. De afsluiter, die bestaat uit een relatief zwaar massief metalen blok, is voorzien van een geïntegreerde slagpin en patroontrekker. Hij is van voren hol, waardoor hij 'in rust' het achterste gedeelte van de loop omsluit. Deze bouwwijze zorgt voor een zeer compact wapen, waarbij het patroonmagazijn in de pistoolgreep kan worden aangebracht zodat het zwaartepunt dienovereenkomstig nabij de pistoolgreep ligt. Het wapen is hierdoor zo beheersbaar dat zelfs eenhandig automatisch vuur kan worden afgegeven. Een bijkomend voordeel van plaatsing van het magazijn in de pistoolgreep is, dat herladen op de tast bij duisternis een stuk gemakkelijker gaat. Het gebruik van massavergrendeling in een automatisch wapen heeft daarentegen als nadeel dat het minder accuraat is. Het wapen heeft de neiging te 'klimmen'; dit is echter door een geoefend schutter goed te compenseren door tegendruk te geven.

## Wapenveiligheid
Het wapen wordt beveiligd door middel van: de vuurregelaar, de greepveiligheid en de spangreepveiligheid.
- Als de vuurregelaar op S (veilig) staat wordt de trekker, zowel bij een gespannen als ongespannen wapen, geblokkeerd.
- De greepveiligheid dient met de handpalm te worden ingedrukt; zowel om te kunnen vuren, alsook om het wapen te kunnen spannen.
- De spanschuif is zodanig geconstrueerd dat, indien men de spangreep bij het spannen te vroeg loslaat - voordat de afsluiter geheel in de achterste stand is gebracht - deze niet naar voren kan bewegen. Dit voorkomt dat voortijdig een schot afgaat.

## Werking
Voordat tot vuren kan worden overgegaan, moet het wapen eerst voorzien zijn van een gevuld patroonmagazijn en daarna met de hand worden gespannen. Bij de verklaring van de werking wordt ervan uitgegaan dat dit is geschied.
Indien de trekker wordt bediend, zal de afsluiter worden losgelaten en onder druk van de gespannen sluitveer naar voren bewegen. Bij het passeren van het patroonmagazijn wordt de bovenste patroon door de afsluiter mede naar voren genomen en via het opbrengvlak in de doos, in de kamer (achtereinde van de loop) gebracht. Zodra de patroon geheel in de kamer is gebracht, grijpt de patroontrekker in de hulsrand en wordt de vaste slagpin in het slaghoedje gedrukt, waardoor de patroon tot ontsteking wordt gebracht. De ontwikkelde gasdruk drijft de kogel de loop uit, en drukt tevens de afsluiter en daarmee ook de huls naar achteren. De massatraagheid zorgt ervoor dat afsluiter pas naar achteren gaat als de kogel de loop heeft verlaten. Gedurende de achterwaartse beweging van de afsluiter wordt de sluitveer opnieuw gespannen. De lege huls wordt vastgehouden door de patroontrekker totdat de hulsbodem tegen de, vast in de doos bevestigde, uitwerper aankomt en hierdoor naar rechts boven wordt uitgeworpen. De afsluiter gaat inmiddels verder naar achteren totdat de achterzijde tegen de bufferplaat aanslaat. De sluitveer drukt nu de afsluiter weer naar voren. Staat de vuurregelaar op R (Repetition, enkel schot) dan wordt de afsluiter opgevangen en in zijn achterste stand vastgehouden. Het wapen is gereed voor een volgend schot. Indien de vuurregelaar op A (automatisch) staat, wordt de afsluiter niet vastgehouden in zijn achterste stand, hierdoor zal de cyclus zich herhalen en zal het wapen blijven vuren zolang de trekker ingedrukt blijft en zich patronen in het magazijn bevinden.

## Nederland
Nederland was het eerste land buiten Israël dat een order voor de krijgsmacht plaatste. De Uzi bestemd voor de Nederlandse landmacht had een magazijn voor 32 patronen. Bij de Koninklijke Luchtmacht was de Uzi afwijkend uitgevoerd: deze had magazijnen voor 25 patronen en een houten of niet-inklapare metalen kolf. De Nederlandse (landmacht)uitvoering was herkenbaar aan het bevestigingspunt voor een bajonet. De Marine heeft ook gebruik gemaakt van dit wapen. De uzi was van 1960 tot 1998 in het Nederlandse leger in gebruik en werd vervangen door de Diemaco C7.